# غريري (المهرة)

تعديل مصدري - تعديل

غريري هي إحدى قرى مديرية حات التابعة لمحافظة المهرة، بلغ تعداد سكانها 75 نسمة حسب تعداد اليمن لعام 2004.